# 빅토리아 헬게손
빅토리아 헬게손(Viktoria Helgesson, 1988년 9월 13일~)은 스웨덴의 피겨 스케이팅 선수이다.